# Lirceus usdagalun
Lirceus usdagalun és una espècie d'isòpode pertanyent a la família dels asèl·lids present al comtat de Lee (el sud-oest de Virgínia, Estats Units).
Fa 7 mm de llargària, el cos és més del doble de llarg que d'ample, presenta el cap amb incisions fondes i laterals, i manca d'ulls i de pigments.

## Ecologia
Viu a l'aigua dolça dels corrents subterranis (entre petites roques submergides i grava) de dues coves situades a una zona càrstica. Comparteix el seu hàbitat amb Caecidotea recurvata (tots dos isòpodes coexisteixen gràcies a llurs diferències pel que fa a la fondària de l'aigua, la disponibilitat d'aliments, el substrat i el cabal del corrent), Crangonyx antennatus, caragols (Fontigens spp.) i Sphalloplana.
Hom creu que la seua dieta es compon d'una combinació dels bacteris i detritus que creixen en les roques exposades als corrents d'aigua força oxigenats.
La femella pon una mitjana de 27,5 ous.
El 1987, els lixiviats d'una serradora van contaminar greument la riera d'una cova habitada per aquest isòpode. Com a conseqüència, el nivell d'oxigen dissolt en aquest corrent va disminuir fins al punt d'eliminar-hi tot signe de vida. No obstant això, el novembre del 2001, la fauna hi havia fet una recuperació notable i vers el febrer del 2002 la Divisió de Patrimoni Natural del Departament de Conservació de Virgínia i el Servei de Pesca i Vida Silvestre dels Estats Units van constatar que aquesta espècie havia recolonitzat la cova car, possiblement, s'havia refugiat en algun tram superior no contaminat després de l'incident del 1987. A més de la degradació de la qualitat de l'aigua, les seues amenaces més importants inclouen l'ús d'embornals com a llocs per a dipositar-hi residus domèstics, industrials i agrícoles, la contaminació, fosses sèptiques ineficients, abocaments tòxics i el desenvolupament d'activitats inadequades per a la seua supervivència a prop de les zones càrstiques on viu.